# Kasteel Smissenbroeck
Kasteel Smissenbroeck, Kasteel Smissenbroek of Kasteel Keiberg  is een kasteel in Lodewijk XIV-stijl in Oosterzele. Het domein van 17 hectare grenst aan de Geraardsbergsesteenweg en de Ettingebeek. Op de plaats van het huidige kasteel bevond zich aanvankelijk een herenverblijf (17de eeuw) binnen een omwalling met toegangspoort en -brug. Rond 1740 werd een nieuwe buitenplaats gebouwd door Maelcamp op de oude omgrachte site. Er werd een dubbele toegangsdreef gecreëerd en een geometrisch kasteelpark met dreven, grachten, wallen en vijvers. De markies van Rode, Rodriguez d'Evora y Vega, krijgt in 1808 het kasteel in handen. Nadien werd het geërfd door de familie d'Ursel de Bousies die het kasteel tot 1988 verhuurde. In 2018 vernielde een brand het koetshuis.

## Afbeeldingen

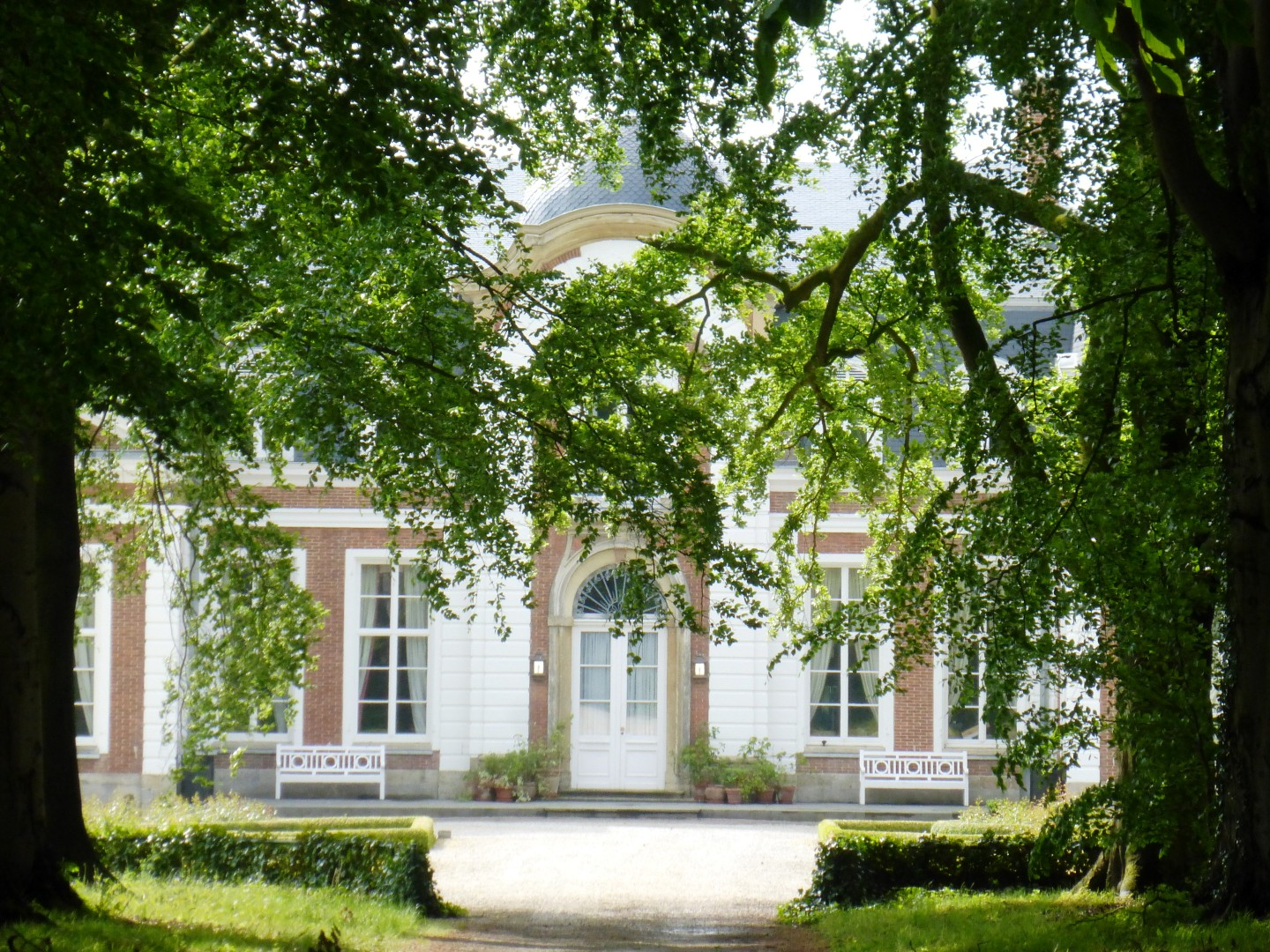
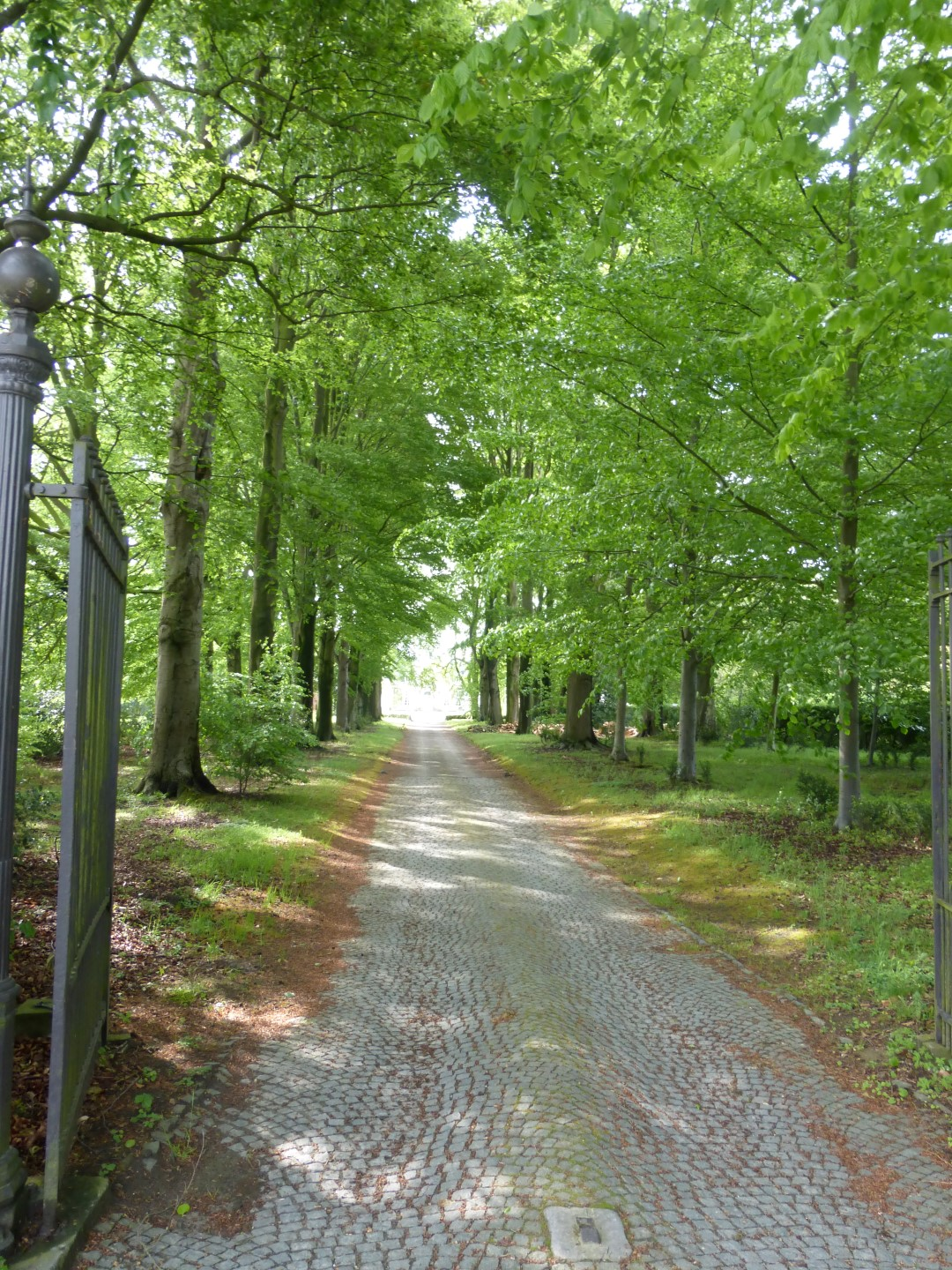
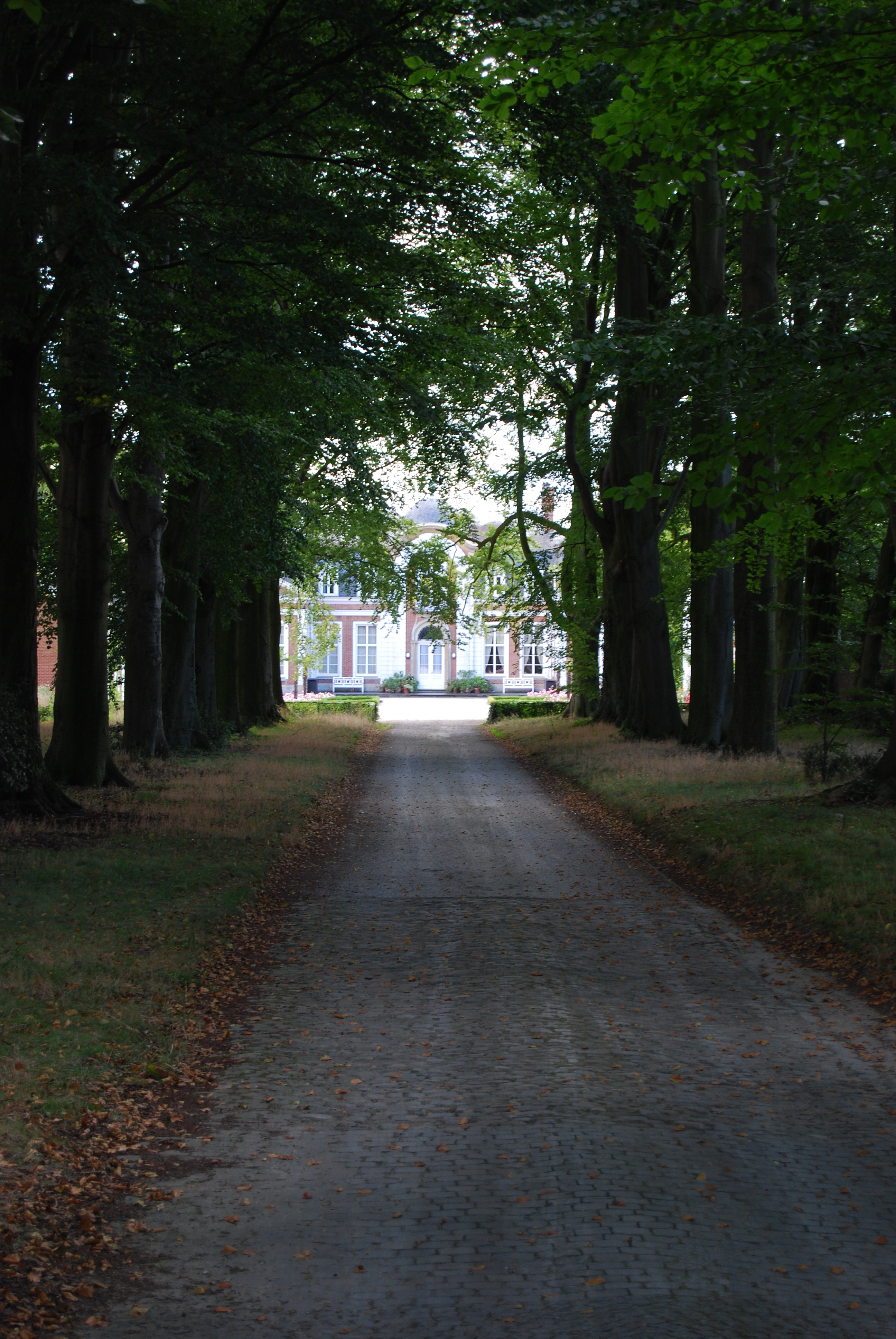
Kasteel Smissenbroeck